# Paracossulus
Paracossulus is een geslacht van vlinders uit de familie van de Houtboorders (Cossidae). De wetenschappelijke naam en de beschrijving van dit geslacht zijn voor het eerst gepubliceerd in 1990 door Johan Willem Schoorl.
Dit geslacht is monotypisch, dat wil zeggen dat het maar één soort heeft namelijk Paracossulus thrips (Hübner, 1813) uit Oost-Europa en West-Azië.